# Большовцевская поселковая община
Большовцевская поселковая общи́на (укр. Більшівцівська селищна громада) — территориальная община в Ивано-Франковском районе Ивано-Франковской области Украины.
Административный центр — посёлок Большовцы.
Население составляет 7673 человека. Площадь — 152,4 км².

## Населённые пункты
В состав общины входят 1 посёлок (Большовцы) и 15 сёл:
- Жалиборы
- Загорье-Кукольникское
- Кинашев
- Кукольники
- Куров
- Нараевка
- Подолье
- Слободка Большовцовская
- Яблонов
- Дитятин
- Набережное
- Хохонев
- Новые Скоморохи
- Подшумлянцы
- Старые Скоморохи